# Sundogs d'Orlando
Les Sundogs d'Orlando (en anglais : Orlando Sundogs) sont un ancien club américain de soccer, basé à Orlando en Floride, fondé en 1997 et disparu cette même année après une saison en A-League.

## Histoire
Fondé en 1997, les Sundogs connaissent la seule saison de leur existence en A-League. La première rencontre des Sundogs se solde par une défaite 2-1 devant une foule de 500 spectateurs. Après une troisième place dans la Central Division, Orlando est éliminé des séries éliminatoires par les New Orleans Riverboat Gamblers en demi-finale de division. Malgré tout, certains joueurs se distinguent par des récompenses individuelles comme Steve Freeman ou encore Sebastian Barnes, sélectionnés pour la rencontre des étoiles de la A-League afin de représenter la conférence Ouest.
Avant la fin de la saison, la franchise est pratiquement dissoute mais est sauvée par les Ruckus d'Atlanta qui en rachètent les actions. La saison terminée, l'administration du club tente de trouver une enceinte sportive plus convenable que le Citrus Bowl, stade de 65 438 places dont le loyer est bien trop onéreux pour une franchise de A-League dont les affluences oscillent autour de 1 500 spectateurs. Aucune solution n'étant trouvée, la franchise est alors dissoute par les USISL.

## Saisons
| Année | Ligue    | Niv. | Saison régulière | Séries                  | Affluence | US Open Cup   |
| ----- | -------- | ---- | ---------------- | ----------------------- | --------- | ------------- |
| 1997  | A-League | 2    | 3e, Central      | Demi-finale de division | 1 514     | Deuxième tour |

## Personnel

### Joueurs notables
| - Michael Araujo - Sebastian Barnes - Alan Branigan | - Nino Da Silva - Steve Freeman - Tim Geltz - Jake Joy | - Sheldon Lee - Marcos Machado - Dionysius Sebwe - John Smith | - Ross Tannock - Tom Wurdack |

### Entraîneur
Les Sundogs, par leur courte existence, ont connu un seul entraîneur en la personne de Mark Dillon. Dillon, un grand promoteur du soccer dans la région de Orlando, a par le passé été entraîneur des Orlando Lions de 1985 à 1988 puis en 1992 et 1993 tandis que la franchise évoluait dans diverses ligues.

## Stade
Les Sundogs ont évolué au Citrus Bowl de Orlando en Floride durant leur seule saison d'existence. Cette enceinte de 65 438 places, trop grande pour une franchise de A-League, a favorisé la dissolution du club qui ne pouvait s'acquitter du loyer une saison supplémentaire.